# Estação Ferroviária de Aalten

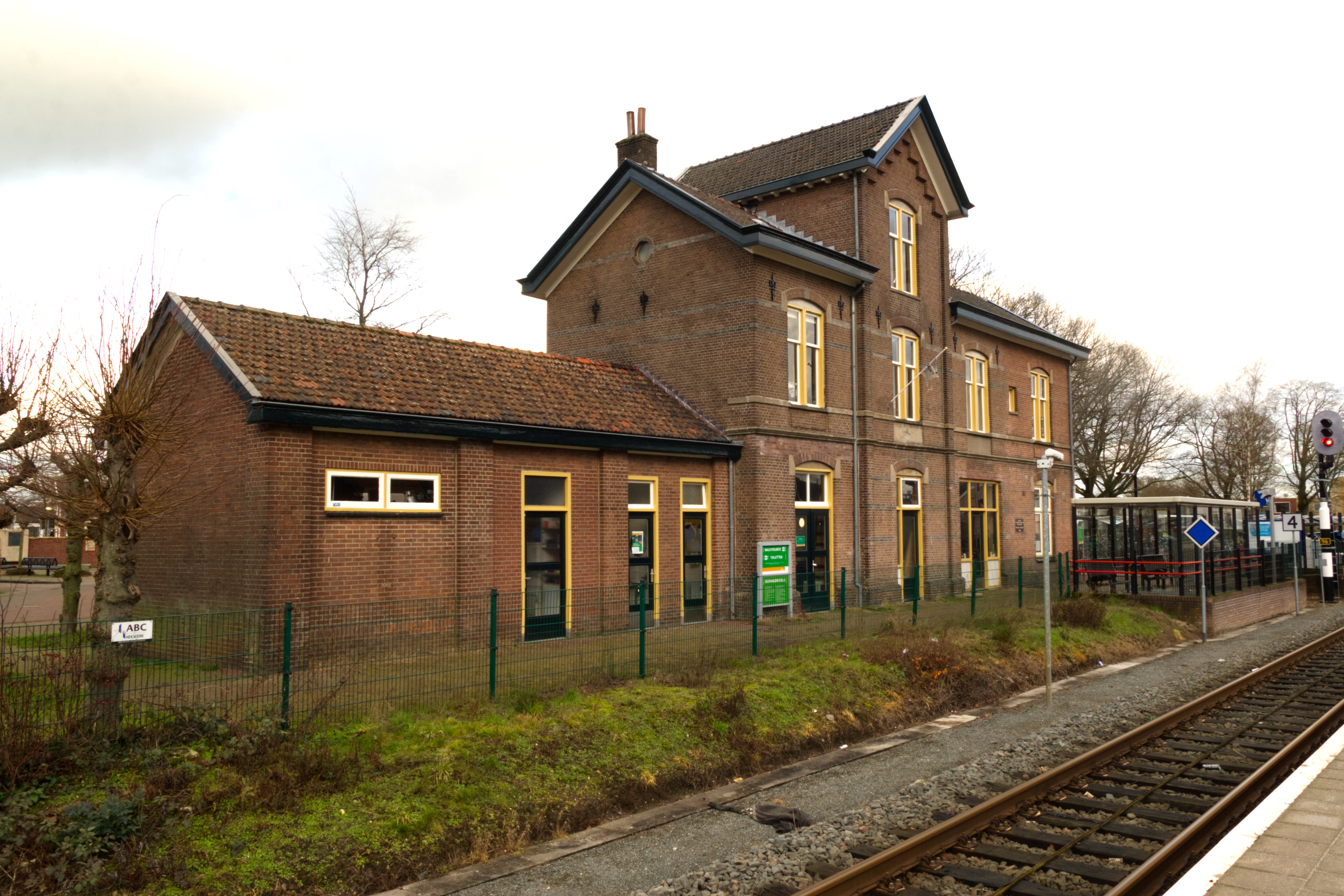
Imagem da Estação Ferroviária de Aalten

A Estação Ferroviária de Aalten é uma estação ferroviária localizada no município de Aalten, província de Guéldria, Países Baixos. Foi fundada em 15 de julho de 1885 e está situada na linha entre Winterswijk e Zevenaar. Em 2008, movimentou 1 531 passageiros.